# Església de la Santíssima Trinitat (Riga)
L'Església de la Santíssima Trinitat (en letó: Svētās Trīsvienības evaņģēliski luteriskā baznīca) és una església luterana a la ciutat de Riga, capital de Letònia, està situada al carrer Sarkandaugavas, 10. És una església parroquial de l'Església Evangèlica Luterana de Letònia.